# Admirabile signum
Admirabile signum è una lettera apostolica di papa Francesco sul significato e il valore del presepe.
È stata consegnata dal pontefice il 1º dicembre 2019 presso il santuario di Greccio (Rieti), luogo dove San Francesco d'Assisi creò per la prima volta il presepe.